# Справа Вальдгайма

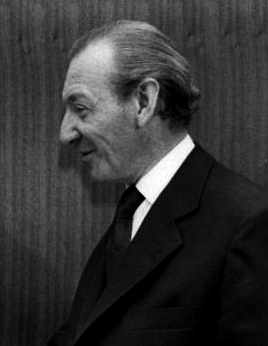
Курт Вальдгайм (1973)

Справа Вальдгайма (нім. Waldheim-Affäre, або нім. Waldheim-Debatte, також: нім. Affäre/Causa/Fall Waldheim) — міжнародні дебати про здогадну причетність колишнього Генерального секретаря ООН Курта Вальдгайма до воєнних злочинів за часів нацизму. Відомості про те, що в Другу світову війну він служив у нацистському підрозділі, який коїв воєнні злочини на Балканах, з'явилися у ході передвиборчої кампанії Вальдгайма на посаду Федерального президента Австрії 1986 року. Започатковані тоді дебати тривали до кінця його строку повноважень у 1992 році, не закінчившись і донині.
У біографічних даних Вальдгайм оминув будь-які згадки про свою службу офіцером Вермахту з 1942 по 1944 рік, а після того, як про це стало відомо, заперечував будь-яку причетність до нацистських злочинів і свою обізнаність щодо них на той час. Цю інформацію про нього поширили вітчизняні і зарубіжні ЗМІ та Всесвітній єврейський конгрес. Останній навіть твердив, що знайшов його ім'я у складеному американськими військовиками списку підозрюваних у нацистських воєнних злочинах. Оприлюднення цих відомостей було використано у протилежних політичних цілях: захисники Вальдгайма критикували іноземне втручання та розгорнуту кампанію осуду пересічних опортуністів, противники ж Вальдгайма вбачали в цьому відмагання від виправданих звинувачень. Деякі історики дослідили антисемітські реакції в ході цієї справи.
Бувши президентом, Вальдгайм залишався значною мірою ізольованим з погляду зовнішньої політики. У квітні 1987 року США видали заборону на приватні поїздки для «ймовірного воєнного злочинця». Президента Австрії також відмовлялися приймати в багатьох країнах, окрім Близького Сходу і Ватикану. Оскільки суперечки набули міжнародного характеру, австрійський уряд на прохання Вальдгайма призначив міжнародну комісію істориків для вивчення його життя у проміжку з 1938 до 1945 року. Їхній звіт, оприлюднений 1988 року, не містить жодних доказів особистої причетності Вальдгайма до таких злочинів. У той же час усупереч твердженням політика історики надали докази, які вказують на те, що Вальдгайм мав докладно знати про накази вбивати, депортації та самі вбивства. 
На захист Вальдгайма став тодішній Федеральний канцлер Австрії Бруно Крайський, який сам за походженням був євреєм. Він особливо різко виступив проти «надзвичайно ганебних» обвинувачень на адресу Вальдгайма, заявивши, що австрійці «не дозволять євреям із-за кордону...  вказувати нам, хто має бути нашим президентом».
У результаті цієї справи Австрія вперше відкрито обговорила участь австрійців у злочинах доби націонал-соціалізму. Це призвело до відходу від офіційної «тези жертви», згідно з якою Австрія 1938 року стала «першою жертвою Адольфа Гітлера», але це також посилило правопопулістську Австрійську партію свободи. З 1992 року Національна рада постановила відшкодовувати австрійським євреям і примусовим робітникам, а 2001 року ухвалила рішення про реституції. 